# Cidaria kolari
Cidaria kolari är en fjärilsart som beskrevs av Drenowski 1930. Cidaria kolari ingår i släktet Cidaria och familjen mätare. Inga underarter finns listade i Catalogue of Life.